# Asterostigma cryptostylum
Asterostigma cryptostylum är en kallaväxtart som beskrevs av Josef Bogner. Asterostigma cryptostylum ingår i släktet Asterostigma och familjen kallaväxter. Inga underarter finns listade.